# Cymatopus tibialis
Cymatopus tibialis är en tvåvingeart som beskrevs av Kertesz 1901. Cymatopus tibialis ingår i släktet Cymatopus och familjen styltflugor. Inga underarter finns listade i Catalogue of Life.